# Piskornica
Piskornica (prononciation : [piskɔrˈnit͡sa]) est un village polonais de la gmina de Gózd dans le powiat de Radom de la voïvodie de Mazovie dans le centre-est de la Pologne.
Il se situe à environ 16 kilomètres à l'est de Radom (siège du powiat) et à 95 kilomètres au sud de Varsovie (capitale de la Pologne).

## Histoire
De 1975 à 1998, le village appartenait administrativement à la voïvodie de Radom.